# Fuchida Mitsuo

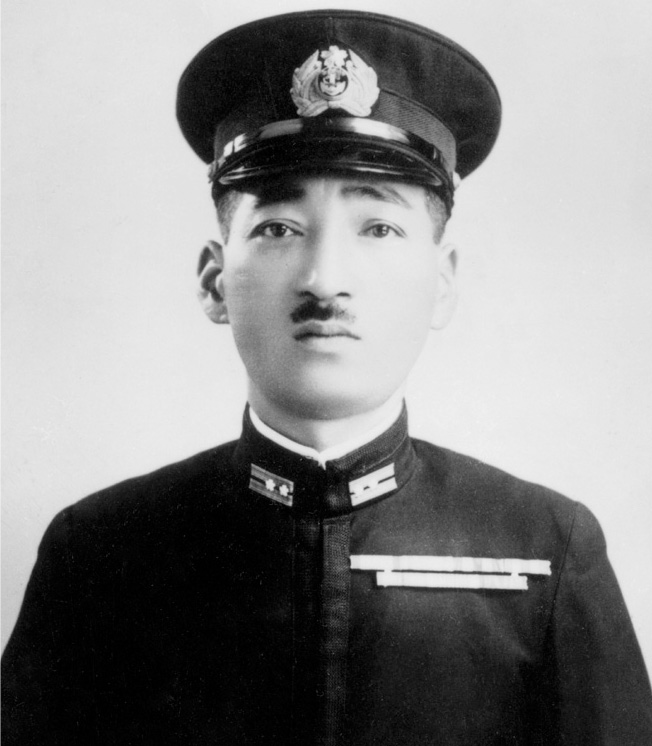
Mitsuo Fuchida im Rang eines Fregattenkapitäns

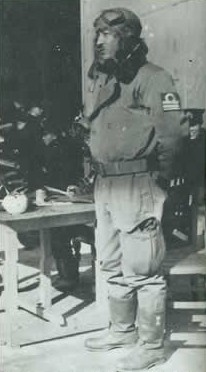
Mitsuo Fuchida in Vorbereitung des Angriffs auf Pearl Harbor

Fuchida Mitsuo (jap. 淵田 美津雄; * 3. Dezember 1902 in Katsuragi, Präfektur Nara, Japan; † 30. Mai 1976 in Kashiwara, Präfektur Osaka, Japan) bekleidete den Rang eines Kapitäns zur See bei den Japanischen Marineluftstreitkräften während des Zweiten Weltkriegs. Er diente als Bomberpilot und ist dafür bekannt geworden, dass er die erste Angriffswelle der Flugzeuge des Angriffs auf Pearl Harbor am 7. Dezember 1941 unter dem Oberbefehlshaber der japanischen Flotte, Vizeadmiral Nagumo Chūichi, befehligte.
Fuchida leitete auch den Luftangriff auf Darwin am 19. Februar 1942, den ersten und schwersten Luftangriff im Zweiten Weltkrieg auf Australien, und weitere Luftangriffe im Indischen Ozean.
Als der Zweite Weltkrieg endete, nahm Fuchida den evangelischen Glauben an. Er bereiste die USA und Europa, wo er von seinen Erlebnissen berichtete. Er hatte eine Green Card der USA, er ließ sich, anders als von einigen Autoren behauptet, nie einbürgern.

## Werdegang
Mitsuo Fuchida wurde 1921 in die Kaiserliche Marineakademie (海軍兵学校, Kaigun Heigakkō) in Etajima, Präfektur Hiroshima, aufgenommen, wo er auf seinen befreundeten Klassenkameraden Genda Minoru traf und Interesse an Flugzeugen entwickelte. Er spezialisierte sich auf Bomberflugzeuge und erwarb Fähigkeiten und Kenntnisse, die ihn zum Ausbilder befähigten. 1929 wurde er auf den Flugzeugträger Kaga befohlen, wo er in den späten 1930er Jahren während der Luftoperationen im Zweiten Japanisch-Chinesischen Krieg Erfahrungen im Kampf mit der Sasebo Air Group gewann. Dabei wurde er zu einem der erfahrensten Piloten Japans. Er wurde zum Korvettenkapitän befördert und an der Marinehochschule Japans angenommen. 1939 kam er als Luft-Geschwaderkommandeur auf den Träger Akagi. Zu dieser Zeit war er mit 3000 geleisteten Flugstunden der Pilot mit der größten Kampferfahrung in Japan.

## Zweiter Weltkrieg

### Vorbereitung auf den Angriff auf Pearl Harbor

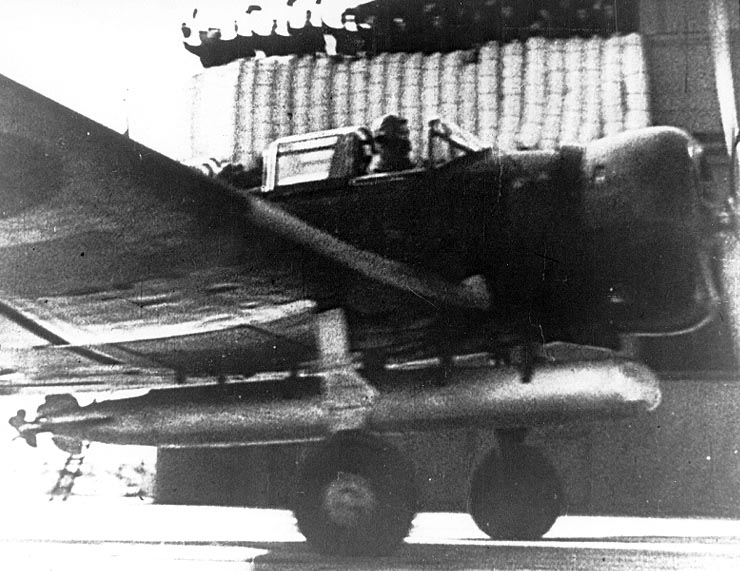
Ein Nakajima B5N1 „Kate“-Torpedobomber, der von dem Flugzeugträger Akagi startet, mit einer Torpedoattrappe zu Übungszwecken

Am Sonntag, dem 7. Dezember 1941, erfolgte der Angriff auf die US-Militärbasis Pearl Harbor auf Oʻahu durch eine japanische Streitmacht unter dem Kommando von Admiral Nagumo Chūichi mit sechs Flugzeugträgern und 423 Flugzeugen.
Um 6:00 Uhr stieg die erste Angriffswelle auf, die aus 183 japanischen Sturzkampfbombern, Torpedobombern, Horizontalbombern und Jagdflugzeugen der Flugzeugträger bestand, die sich 370 km nördlich der Insel Oahu befanden, um die United States Pacific Fleet im Pearl Harbor anzugreifen.
Um 7:20 Uhr führte Fuchida, der die Fluggruppe im Kampfeinsatz leitete, die Flugzeuge entlang der östlichen Seite der Insel, wendete sie westlich und führte sie entlang der Südküste an der Stadt Honolulu vorbei. Er nahm an, dass sie auf dieser Flugroute von der Radarstation der United States Army auf Oahu nicht entdeckt werden würden. Zwei US-Soldaten der Radarstation meldeten jedoch ihrem vorgesetzten Offizier, dass sie eine große anfliegende Flugzeugformation auf den Schirmen erkannt hätten. Allerdings ignorierte der Offizier diese Meldung, da er annahm, dass es sich um Radarechos einer US-Bomberstaffel handele, die von Kalifornien kommend anflog.
Inzwischen hatte Fuchida den Befehl Tenkai zur Einnahme der Angriffsposition gegeben. Um 7:40 Uhr hawaiianischer Zeit sah er, dass Pearl Harbor nicht abwehrbereit unter ihm lag. Er führte seine B5N (Typ 97 Model 3, auch Kate genannt), einen Torpedobomber, außer Reichweite und feuerte eine grüne Leuchtrakete ab, die das Signal zum Angriff bedeutete.
Um 7:49 Uhr gab Fuchida seinem Funker, Ittōheisō (Bootsmann) Norinobu Mizuki, den Befehl, das Angriffssignal To, To, To (Totsugeskiseyo, dt. Angriff!) über Funk zu senden. Anschließend lenkte Fuchidas Pilot Lieutenant, Mitsuo Matsuzaki, die B5N in einer Kehre um Barber’s Point auf Oahu.
Um 7:53 Uhr befahl Fuchida Mizuki, an die Akagi, das Flaggschiff der 1. Luftflotte, das Angriffssignal, die Codewörter „Tora! Tora! Tora!“ (虎 Tora, dt. „Tiger“) zu senden. Jedoch steht To für totsugeki (突撃) „Angriff“ und ra für raigeki (雷撃) „Torpedoangriff“. Die drei Wörter haben die Bedeutung eines völlig überraschenden Angriffs. Wegen der hervorragenden atmosphärischen Bedingungen wurde die Übertragung des Codes Tora Tora Tora durch schwache Transmitter über Schiffsfunk bis nach Japan an den Admiral Yamamoto und seinen Stab gesendet, die während der Nacht auf das Angriffssignal warteten.

### Ablauf des Angriffs auf Pearl Harbor
Der erste japanische Überfall begann mit 51 D3A-Sturzbombern, 40 B5N-Torpedobombern, 50 B5N-Horizontalbombern sowie 43 A6M-Jagdflugzeugen.
Nachdem die Flugzeuge der ersten Angriffswelle ihren Angriff durchgeführt und sich auf den Rückweg zu ihren Trägern begeben hatten, flog Fuchida über dem Ziel, um die Auswirkung der Zerstörung zu beurteilen und die zweite Angriffswelle zu beobachten. Nachdem die zweite Welle ihre Mission erfolgreich beendet hatte, kehrte er zu seinem Träger zurück. Mit großem Stolz gab er bekannt, dass die Flotte der US-Kriegsschiffe zerstört worden war, darunter die USS Arizona, USS Oklahoma, USS West Virginia, USS California und USS Nevada, die gesunken waren. Nach der Rückkehr von Pearl Harbor inspizierte er seine Kate und fand 21 große Einschüsse der gegnerischen Flugabwehr und die Hauptsteuerungsanlage hing nur noch an einem dünnen Draht. Der erfolgreiche Angriff gegen die USA machte Fuchida zu einem nationalen Helden, was ihm eine Audienz beim Kaiser Hirohito einbrachte.

### Weitere Kriegsteilnahme

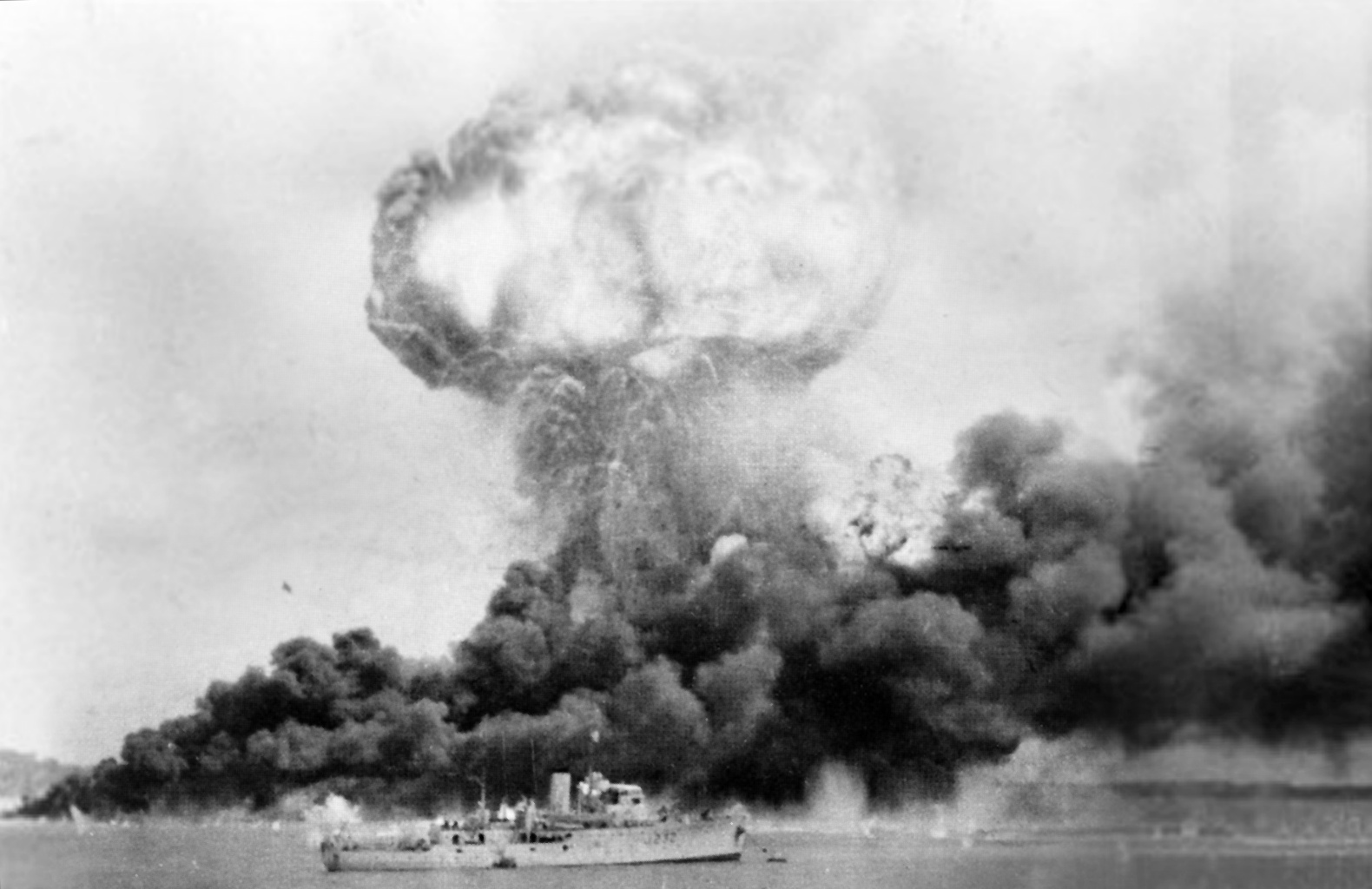
Luftangriff auf Darwin: Plötzliche Explosion des mit Wasserbomben und Minen beladenen Frachtschiffes MV Fortuna, das 1942 während des ersten japanischen Bombenangriffes auf Darwin von Bomben zunächst in Brand gesetzt worden war und aufgegeben werden sollte. Der schwarze Rauch stammt von brennenden Öltanks an Land, davor ist die unversehrt gebliebene Korvette HMAS Deloraine, die sich nach der Explosion an Rettungs- und Räumungsarbeiten beteiligte, zu erkennen.

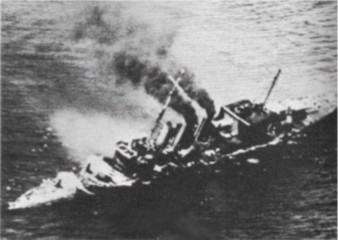
Es war „the most dangerous moment“ für Churchill, als die Cornwall angegriffen und durch japanische Sturzbomber im Indischen Ozean am 5. April 1942 versenkt wurde.

Am 19. Februar 1942 führte Fuchida die erste von zwei Angriffswellen von 188 Kampfflugzeugen des zerstörerischen Luftangriffs auf Darwin in Australien an. Am 5. April leitete er weitere Serien von Luftangriffen im Indischen Ozean auf Militär-Stützpunkte der Royal Navy in Ceylon, wo sich das Hauptquartier der britischen Eastern Fleet befand. Diese Angriffe bezeichnete Winston Churchill als den „gefährlichsten Moment“ des Zweiten Weltkriegs.
Im Juni wurde Fuchida in der Schlacht von Midway auf der Akagi verwundet. Er war damals nicht in der Lage, ein Flugzeug zu besteigen, da er einige Tage nach einer Blinddarm-Notoperation noch nicht einsatzfähig war. Er befand sich während des morgendlichen Angriffs auf der Schiffsbrücke. Nach den Treffern durch US-Bombenflugzeuge entstand auf der Akagi eine Kettenreaktion durch brennenden Treibstoff und explodierende Bomben. Als die Selbstzerstörung der Akagi begann, war der Ausgang der Brücke blockiert und die Offiziere seilten sich ab, dabei wurde Fuchida beim Abseilen durch eine Explosion erfasst und auf Deck geschleudert, wo er sich beide Fußknöchel brach.
Zunächst wurde Fuchida nach seiner Entlassung aus dem Krankenhaus als Lehrer des Marinefliegerkorps nach Yokosuka abkommandiert. Daneben war er Instrukteur an der Marineschule in Tokio und Teilnehmer eines Untersuchungsausschusses, der sich mit der Niederlage bei Midway auseinandersetzte und zu dem Fuchida den Abschlussbericht zusammenstellte.
Nach seiner Genesung verbrachte er den Rest des Weltkriegs als Stabsoffizier. Er wurde zum Kapitän zur See befördert und war der Stabsoffizier der japanischen Luftwaffe in der Schlacht in der Philippinensee im Juni 1944, als die militärische Kraft der japanischen Flugzeugträger endgültig zerschlagen wurde.
An dem Tag, als die Atombombe in Hiroshima explodierte, fand eine sieben Tage dauernde Militärkonferenz der Kaiserlich Japanischen Armee in Hiroshima statt, an der er teilnahm. An diesem Tag erhielt er einen Fernmeldeanruf, in dem er aufgefordert wurde, zum Hauptquartier der Kriegsmarine in Tokio zu reisen, und so war er, als die Atombombe explodierte, nicht anwesend. Er kehrte einen Tag nach der Explosion der Atombombe mit einer Untersuchungs-Expedition zurück, die den Auftrag hatte, die Auswirkungen und Zerstörungen der Atombombe zu untersuchen. Später starben alle anderen Mitglieder der Untersuchungskommission an den Folgen radioaktiver Verstrahlung; Fuchida erlitt keine Folgeschäden.

## Leben nach dem Krieg
Nach dem Weltkrieg wurde Fuchida vor Gericht gerufen, um über die Kriegsverbrechen des japanischen Militärs auszusagen. Dies erzürnte ihn, weil er glaubte, dass dies wohl mehr eine Justiz der Sieger war. Überzeugt davon, dass die Amerikaner die gefangenen Japaner in gleicher Weise behandelt hatten, beabsichtigte er, dies in der nächsten Gerichtsverhandlung vorzutragen. Deshalb traf er sich im Frühling 1947 im Hafen von Uraga bei Yokosuka mit heimkehrenden japanischen Kriegsgefangenen. Er war überrascht, dort den früheren Flugingenieur Kazuo Kanegasaki zu treffen, von dem angenommen worden war, dass er in der Schlacht von Midway ums Leben gekommen sei. Als er Kanegasaki befragte, berichtete dieser – sehr zur Enttäuschung von Fuchida –, dass er weder gefoltert noch misshandelt worden sei. Diese und weitere Erfahrungen veränderten Fuchidas Sichtweise. Im September 1949 trat er in die evangelische Kirche ein.

## Zeitzeuge und Autor
Nach dem Krieg fand Fuchida eines der sechs Exemplare des Abschlussberichtes über die Schlacht um Midway, dass er neben seinen Erinnerungen nutzte, um einen detaillierten Bericht über die Schlacht aus japanischer Sicht zu verfassen, den er 1951 publizierte und 1955 zusammen mit dem Midway-Veteranen Okumiya Masatake erweitert veröffentlichte.
Im Februar 1954 veröffentlichte der Reader’s Digest die Erlebnisse von Fuchida während des Angriffs auf Pearl Harbor.
Fuchidas Erlebnisse sind auch wiedergegeben in God's Samurai: Lead Pilot at Pearl Harbor (The Warriors) von Donald Goldstein, Katherine V. Dillon und Gordon W. Prange.

## Kritik
Fuchida war eine bedeutende Person in der ersten Zeit des Pazifikkriegs und seine niedergeschriebenen Berichte, die ins Englische übersetzt und in den USA publiziert wurden, hatten großen Einfluss. Nachdem weitere japanische Quellen in englischer Sprache übersetzt worden waren, wurde Fuchidas Darlegung, dass er eine dritte Angriffswelle auf die Treibstofftanks Pearl Harbors gefordert habe, widerlegt und seiner Version über den Ablauf des amerikanischen Gegenangriffs in der Schlacht von Midway von Parshall und Tully widersprochen.

## Veröffentlichungen
- Fuchida Mitsuo, Okumiya Masatake: Midway: The Battle That Doomed Japan, the Japanese Navy's Story. Bluejacket Books, 2001, ISBN 1-55750-428-8., dt.: Midway – Die entscheidendste Seeschlacht der Weltgeschichte. Stalling, Oldenburg 1956.
- From Pearl Harbor to Golgotha (auch Pearl Harbor to Calvary)

## Filmische Darstellung
Fuchida Mitsuo wurde in Filmen und Fernsehserien von den folgenden Schauspielern dargestellt.
- Takahiro Tamura, in: Tora! Tora! Tora!, Spielfilm, USA, Japan, 145 Min, 1970. Regie: Richard Fleischer, Kinji Fukasaku, Toshio Masuda